# Terpsiphone rufocinerea
Terpsiphone rufocinerea е вид птица от семейство Monarchidae.

## Разпространение
Видът е разпространен в Ангола, Габон, Екваториална Гвинея, Камерун, Демократична република Конго, Република Конго и Централноафриканската република.